# Učňovské pokračovací školy
Učňovské pokračovací školy (Škola uměleckých řemesel) (1928–1937) se nacházejí v Bratislavě na Vazovovej ulici 3–5. Budovu navrhli architekti Jiří Grossmann a Alois Balán.

## Historie
Architekti Jiří Grossmann a Alois Balán patří k nejvýznamnějším osobnostem v dějinách slovenské architektury. Tvořili dvojici, která v meziválečném období výrazně ovlivnila vývoj architektury na Slovensku. Od prvotních návrhů ovlivněných rondokubismem se postupně propracovali k vyzrálým dílům funkcionalismu, které patří k nejlepším svého druhu na Slovensku. Nejenže realizovali několik významných objektů, ale právě na jejich tvorbě lze demonstrovat skok, který udělala slovenská architektura po vytvoření samostatné Československé republiky v roce 1919. Budova Školy uměleckých řemesel patří k jejich nejznámějším stavbám. V současnosti v budově sídlí rektorát Slovenské technické univerzity v Bratislavě.
Škola uměleckých řemesel tvořila součást učňovské pokračovací školy. Byla založena v roce 1928. Orientovala svůj program studia podle vzoru německého Bauhausu. Vlivem toho se časem vypracovala se na významnou avantgardní uměleckou školu. Proces založení této školy doprovázel složitý výběr architektonického návrhu. První soutěž na daný projekt byla vyhlášena ještě v roce 1924. Do soutěže bylo přijato 16 různých návrhů. Avšak z důvodu neujasněnou otázek místní regulace se projekční práce zastavily. O rok později byla vyhlášena druhá soutěž. V ní se nejlépe umístil projekt Balána a Grossmanna. Svůj návrh z první soutěže upravili. Definitivní projekt zbavili původních monumentalizujících architektonických prvků. Zatímco v původním návrhu byly na průčelí ještě pilastry z neomítnutých cihel, ve výsledném návrhu je již nelze vidět. Z původní koncepce zůstala jen vstupní část symetrická podle své osy.
Realizace celé stavby probíhala etapově. V letech 1928–1929 byly ukončeny práce na centrální části budovy. Bylo také dokončeno levé přední křídlo. Ukončením této fáze výstavby tak vznikla v roce 1930 první centrální učňovská škola na Slovensku. Zbylá křídla byla dostavěna později, v letech 1929-1933 a 1933-1937.
Celkové řešení se opíralo o pravidlo souvislé uliční zástavby. Už méně se orientovalo na faktory vyplývající ze samotných potřeb školy. Půdorys měl tvar rozvinutého písmene H. Základ půdorysné kompozice tvoří centrální část budovy s hlavním vstupem. Centrální část je symetrická podle osy vstupu. Má podobu dispozičního dvojtraktu. Později dostavěná křídla jsou také dispozičním dvojtraktem, s dlouhými chodbami. Ve styčných plochách jednotlivých křídel se nachází hygienická zařízení a schodiště. Centrální část objektu je třípodlažní, křídla jsou dvoupodlažní.
Nosnou soustavu tvoří monolitický železobetonový skelet s cihlovou výplní. Střechy jsou ploché. Jednoduché strohé fasády mají velká okna průmyslového charakteru s výraznou horizontální střední příčkou. Tento vnější vzhled budovy odráží vnitřní provoz. Na funkcionalisticky pojaté stavbě učňovských škol se, jak uvádí A. Hořejš, z dvojice architektů projevil více Jiří Grossmann zjednodušenou linearitou a uhlazenější paralelitou požadavků věcných s použitím prvků výtvarných (10 roků architektonické práce, 1932).
V celkovém pohledu je ale třeba se dívat na jejich tvorbu jako na tvorbu dvojice. Zatímco Grossmann byl v tandemu tím techničtěji založeným partnerem, Balán byl tvůrcem uměleckých stránek jejich děl. Na jejich tvorbě lze vidět, jaké změny překonala slovenská architektura v rozmezí několika let. Dá se přitom mluvit jak o slohové proměně, tak i o změnách tvarosloví, využívání nových materiálů a konstrukcí, vázajícím se k těmto slohovým proměnám. Většina jejich staveb přetrvává dodnes, i když ne všechny si zachovaly obdivuhodnou formu, kterou tito dva architekti navrhli. Když se v roce 1939 rozešli, oba přestali projektovat.

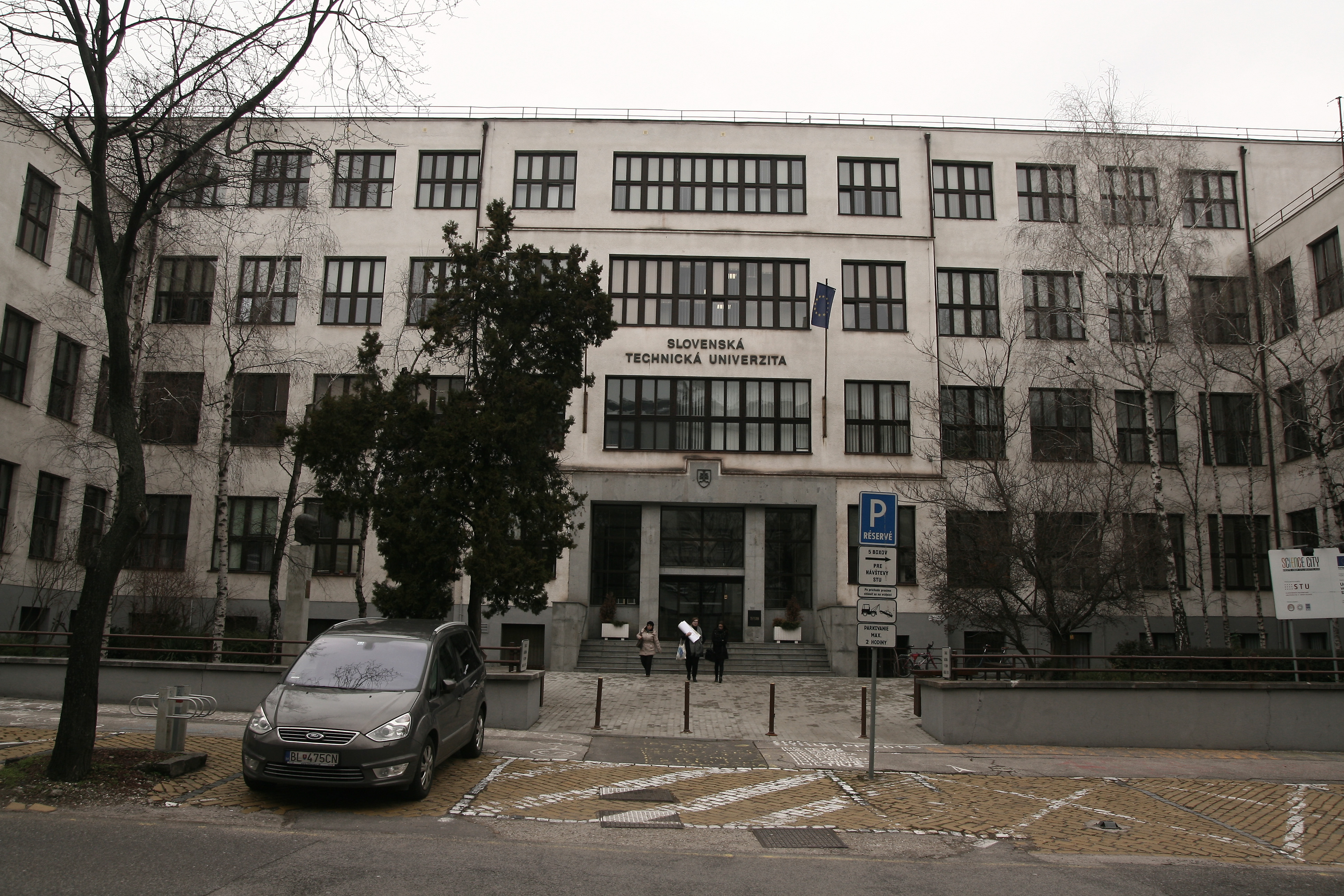
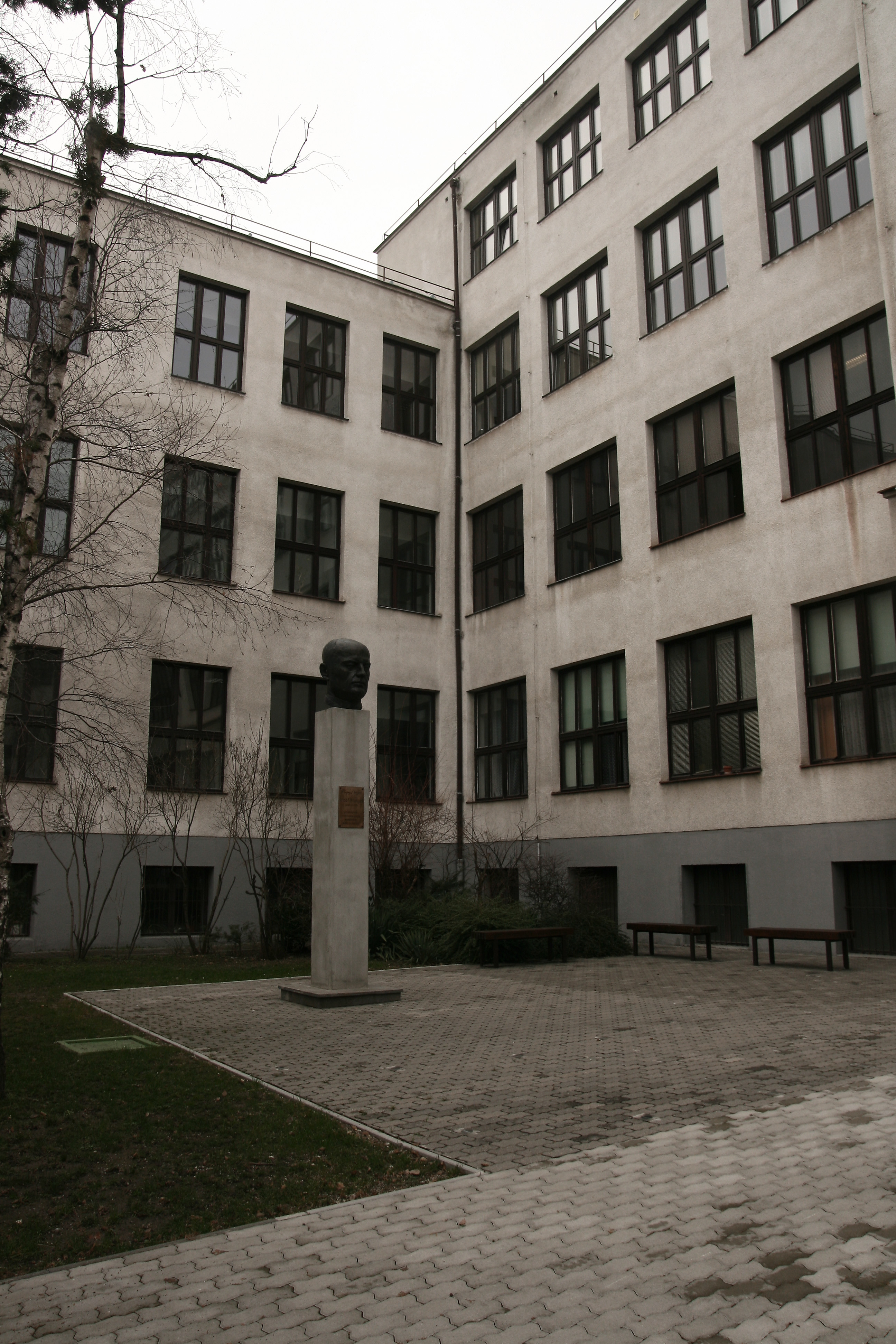
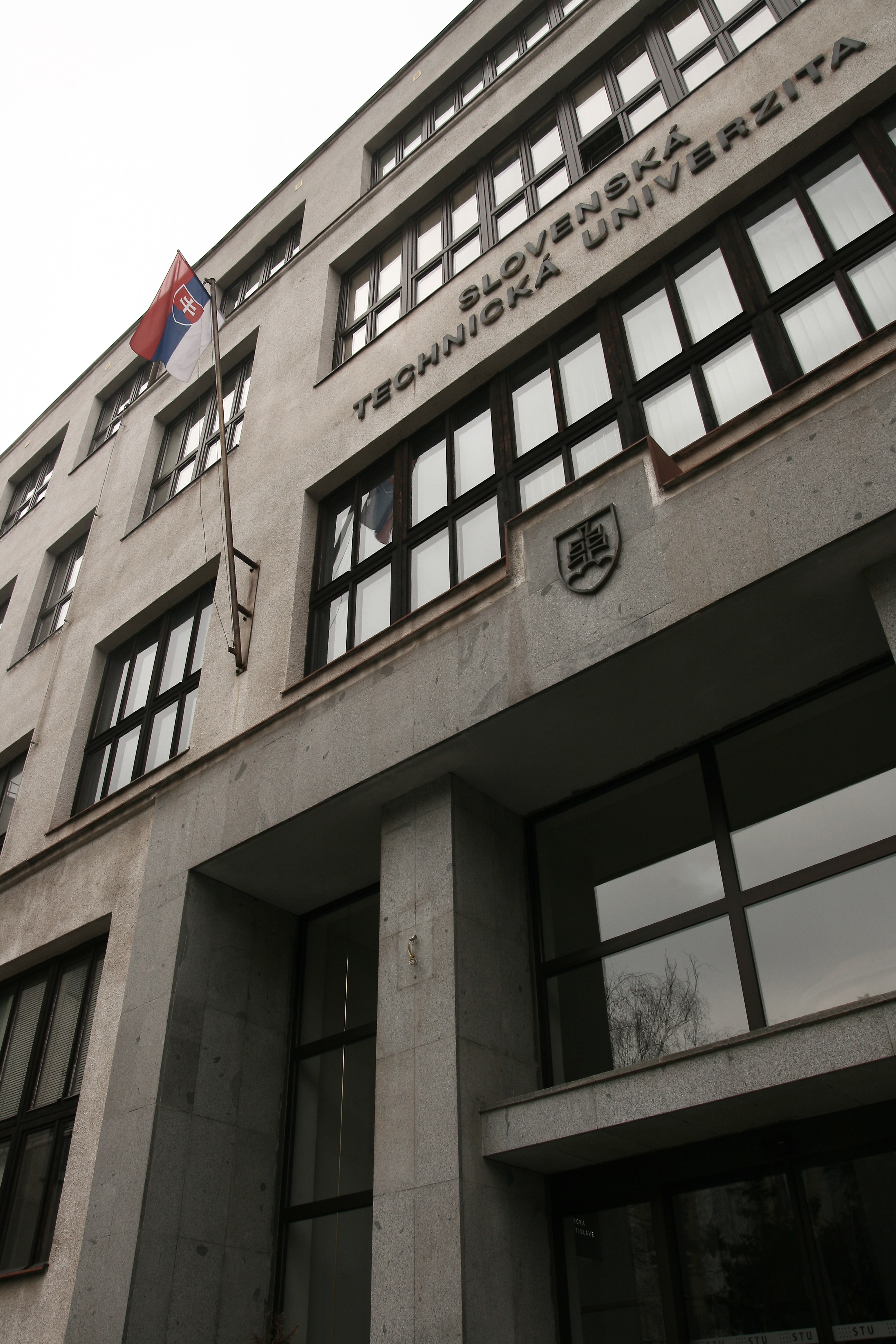
Detail vstupu
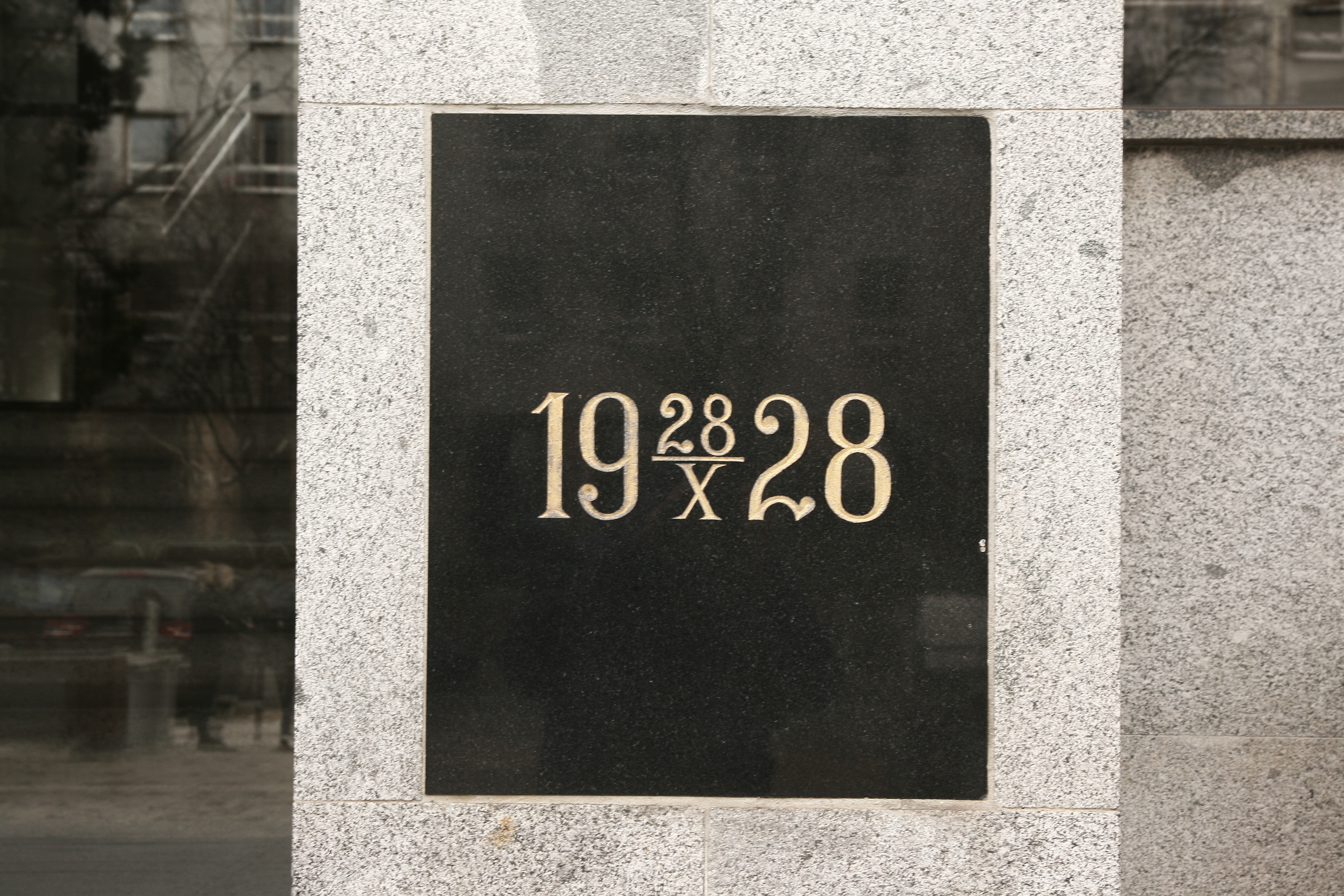
Detail základního kamene

### Společná díla dvojice architektů
- Umelecká beseda slovenská, Bratislava, Dostojevského rad 2, 1924-1926
- Vila K. Jaroňa, Bratislava, Uhrová 4, 1929-1930
- Okresná sociálna poisťovňa, Bratislava, Bezručová 5, 1936-1939